# Bob Kudelski
Robert „Bob“ Kudelski (* 3. März 1964 in Springfield, Massachusetts) ist ein ehemaliger US-amerikanischer Eishockeyspieler, der während seiner aktiven Karriere zwischen 1983 und 1996 unter anderem für die Los Angeles Kings, Ottawa Senators und Florida Panthers in der National Hockey League auf der Position des Centers gespielt hat.

## Karriere
Nachdem Kudelski in verschiedenen Juniorenteams gespielt hatte, wechselte er 1983 im Alter von 19 Jahren an die renommierte Yale University. Dort spielte er während seines Studiums parallel für das Eishockeyteam der Universität, das in der ECAC Hockey, einer Division der National Collegiate Athletic Association, spielte. Insgesamt lief Kudelski vier Jahre für das Team auf und wurde während dieser Zeit im NHL Supplemental Draft 1986 an neunter Stelle von den Los Angeles Kings ausgewählt. In seinem letzten Jahr war er Topscorer des Teams und wurde ins First All-Star-Team der ECAC berufen.
Im Sommer 1987 wechselte der Angreifer schließlich in den Profibereich und kam in seinen ersten beiden Jahren sowohl bei den Los Angeles Kings in der National Hockey League als auch deren Farmteam, den New Haven Nighthawks, aus der American Hockey League zu Einsätzen. Ab der Spielzeit 1989/90 war Kudelski dann Stammspieler der Kings. Im Dezember 1992 trennten sich beide voneinander, als der Center gemeinsam mit Shawn McCosh für Marc Fortier und Jim Thomson an die Ottawa Senators abgegeben wurde. In der kanadischen Hauptstadt verblieb Kudelski aber nur ein gutes Jahr, da er bereits im Januar 1994 – trotz einer erheblichen Verbesserung seiner Punktausbeute – für Jewgeni Dawydow, Scott Levins, ein Sechstrunden-Wahlrecht im NHL Entry Draft 1994 sowie ein Viertrunden-Wahlrecht im NHL Entry Draft 1995 an die Florida Panthers abgegeben wurde. Teamübergreifend absolvierte der Mittelstürmer seine mit Abstand beste NHL-Saison mit 70 Scorerpunkten in 86 Spielen. Mit den 86 Spielen, die durch den Wechsel zustande kamen, stellte er den NHL-Rekord für absolvierte Spiele in einer Spielzeit von Jimmy Carson ein. Die Auftritte in der Spielzeit 1993/94 bescherten ihm zudem eine Nominierung für das 45. NHL All-Star Game.
Kudelskis konnte seine Leistungen ansatzweise in die durch den Lockout verkürzte NHL-Saison 1994/95 mitnehmen. Danach spielte er in den Planungen der Trainer kaum noch eine Rolle und kam auf lediglich 13 NHL-Einsätze in der Spielzeit 1995/96 und beendete daraufhin seine Karriere.

## Erfolge und Auszeichnungen
- 1987 ECAC First All-Star-Team
- 1994 Teilnahme am NHL All-Star Game

## NHL-Rekorde
- Meiste Spiele in der regulären Saison (86, Saison 1993/94; gemeinsam mit Jimmy Carson)

## Karrierestatistik
(Legende zur Spielerstatistik: Sp oder GP = absolvierte Spiele; T oder G = erzielte Tore; V oder A = erzielte Assists; Pkt oder Pts = erzielte Scorerpunkte; SM oder PIM = erhaltene Strafminuten; +/− = Plus/Minus-Bilanz; PP = erzielte Überzahltore; SH = erzielte Unterzahltore; GW = erzielte Siegtore; 1 Play-downs/Relegation; Kursiv: Statistik nicht vollständig)